# Вибори до Сенату США 2020
Вибори до Сенату США 2020 року — вибори до верхньої палати Конгресу Сполучених Штатів Америки, які відбулися 3 листопада 2020 року, в ході яких розподілялись 33 місця зі 100. З них 21 місце належало республіканцям, а ще 12 — демократам. У підсумку республіканці поступилися демократам одним місцем, доля ще одного місця республіканців наразі не визначена — вона буде вирішуватись на другому етапі виборів у Джорджії 5 січня 2021 року. Переможці цих виборів обираються на шестирічний термін — з 3 січня 2021 року по 3 січня 2027 року. Окрім цього, були також проведені спеціальні вибори для двох місць, що до цього займались республіканцями — Джоном Маккейном (помер у 2018 році), та Джоном Айзаксоном (у 2019 році пішов у відставку в зв'язку зі станом здоров'я). За підсумками цих виборів республіканців позбавили місця в Аризоні, де їхній інкумбент поступився кандидату-демократу.
На попередніх виборах до Сенату США у 2014 році республікаці відібрали у демократів 9 місць, у такий спосіб сформувавши більшість у Сенаті, яку вони продовжували утримувати після виборів 2016 та 2018 років. Станом на початок 2020 року, республіканці займали 53 місця у Сенаті, демократи — 45, незалежні депутати, що підтримували демократів — 2. Враховуючи позачергові вибори у Аризоні та Джорджії, Республіканській партії вдалося відстояти на виборах 2020 року 23 місця, Демократичній — 12. Жодне із місць незалежних депутатів не було переобране.
Для того, аби сформувати після інаугурації Камали Гарріс на посаді віце-президента нову більшість, демократам треба було набрати додаткових 3 місця. Не дивлячись на рекордні фандрайзингові збори, їм так і не вдалося здобути перемогу в кількох конкурентних штатах — зрештою, вони здобули місця в Аризоні та Колорадо, втім, втратили одне місце в Алабамі. У зв'язку із виборчими законами штату Джорджія, відповідно до яких кандидати повинні набрати не менше 50 % голосів на загальних виборах, два сенаторських місця визначатимуться на другому турі виборів у січні 2021 року. У разі, якщо республіканцям вдасться отримати одне або два мандати, вони зможуть зберегти свою більшість у Сенаті. У разі, якщо обидва місця дістануться демократам, вперше з 2000 року в Сенаті буде встановлений партійний баланс тоді як голос Камали Гарріс дозволить демократам контролювати верхню палату з мінімальним відривом.

## Етапи виборчого процесу
| Штат                        | Крайній строк подачі документів від кандидатів головних партій | Крайній строк подачі документів від вписаних кандидатів на партійні праймериз | Дата проведення праймериз | Primary run-off (if necessary) | Крайній строк подачі документів від кандидатів з дрібних партій / позапартійних кандидатів | Крайній строк подачі документів від вписаних позапартійних кандидатів / кандидатів від дрібних партій | Дата проведення загальних виборів | Час закриття дільниць |
| --------------------------- | -------------------------------------------------------------- | ----------------------------------------------------------------------------- | ------------------------- | ------------------------------ | ------------------------------------------------------------------------------------------ | --- | --------------------------------- | --------------------- |
| Алабама                     | 8 листопада 2019                                               | Не обираються                                                                 | 3 березня 2020            | 14 липня 2020                  | 3 березня 2020                                                                             | 3 листопада 2020                                                                                      | 3 листопада 2020                  | 20:00                 |
| Аляска                      | 1 червня 2020                                                  | Не обираються                                                                 | 18 серпня 2020            | N/A                            | 18 серпня 2020                                                                             | 29 жовтня 2020                                                                                        | 3 листопада 2020                  | 01:00                 |
| Аризона (додаткові вибори)  | 6 квітня 2020                                                  | 25 червня 2020                                                                | 4 серпня 2020             | N/A                            | 6 квітня 2020                                                                              | 24 вересня 2020                                                                                       | 3 листопада 2020                  | 21:00                 |
| Арканзас                    | 11 листопада 2019                                              | Не обираються                                                                 | 3 березня 2020            | Не обов'язково                 | 1 травня 2020                                                                              | 5 серпня 2020                                                                                         | 3 листопада 2020                  | 20:30                 |
| Колорадо                    | 17 березня 2020                                                | 24 квітня 2020                                                                | 30 червня 2020            | N/A                            | 9 липня 2020                                                                               | 16 липня 2020                                                                                         | 3 листопада 2020                  | 21:00                 |
| Делавер                     | 14 липня 2020                                                  | Не обираються                                                                 | 15 вересня 2020           | N/A                            | 1 вересня 2020                                                                             | 20 вересня 2020                                                                                       | 3 листопада 2020                  | 20:00                 |
| Джорджія                    | 6 березня 2020                                                 | Не обираються                                                                 | 9 червня 2020             | Не обов'язково                 | 14 серпня 2020                                                                             | 7 вересня 2020                                                                                        | 3 листопада 2020                  | 19:00                 |
| Джорджія (додаткові вибори) | 6 березня 2020                                                 | Не обираються                                                                 | 3 листопада 2020          | N/A                            | 14 серпня 2020                                                                             | 7 вересня 2020                                                                                        | 5 січня 2021                      | 21:00                 |
| Айдахо                      | 13 березня 2020                                                | 5 травня 2020                                                                 | 2 червня 2020             | N/A                            | 13 березня 2020                                                                            | 6 жовтня 2020                                                                                         | 3 листопада 2020                  | 22:00                 |
| Іллінойс                    | 2 грудня 2019                                                  | 2 квітня 2020                                                                 | 17 березня 2020           | N/A                            | 20 липня 2020                                                                              | 3 вересня 2020                                                                                        | 3 листопада 2020                  | 20:00                 |
| Айова                       | 13 березня 2020                                                | 2 червня 2020                                                                 | 2 червня 2020             | Не обов'язково                 | 13 березня 2020                                                                            | 3 листопада 2020                                                                                      | 3 листопада 2020                  | 22:00                 |
| Канзас                      | 1 червня 2020                                                  | Не обов'язково                                                                | 4 серпня 2020             | N/A                            | 3 серпня 2020                                                                              | 3 листопада 2020                                                                                      | 3 листопада 2020                  | 21:00                 |
| Кентуккі                    | 10 січня 2020                                                  | Не обираються                                                                 | 23 червня 2020            | N/A                            | 2 червня 2020                                                                              | 23 жовтня 2020                                                                                        | 3 листопада 2020                  | 19:00                 |
| Луїзіана                    | 24 липня 2020                                                  | Не обираються                                                                 | 3 листопада 2020          | N/A                            | 24 липня 2020                                                                              | Не обираються                                                                                         | Не обов'язково                    | 21:00                 |
| Мен                         | 16 березня 2020                                                | 10 квітня 2020                                                                | 14 липня 2020             | N/A                            | 1 червня 2020                                                                              | 4 вересня 2020                                                                                        | 3 листопада 2020                  | 20:00                 |
| Массачусетс                 | 5 травня 2020                                                  | 1 вересня 2020                                                                | 1 вересня 2020            | N/A                            | 25 серпня 2020                                                                             | 3 листопада 2020                                                                                      | 3 листопада 2020                  | 20:00                 |
| Мічиган                     | 8 травня 2020                                                  | 24 липня 2020                                                                 | 4 серпня 2020             | N/A                            | 4 серпня 2020                                                                              | 23 жовтня 2020                                                                                        | 3 листопада 2020                  | 20:00                 |
| Міннесота                   | 2 червня 2020                                                  | 19 травня 2020                                                                | 11 серпня 2020            | N/A                            | 2 червня 2020                                                                              | 27 жовтня 2020                                                                                        | 3 листопада 2020                  | 21:00                 |
| Міссіссіпі                  | 10 січня 2020                                                  | Не обов'язково                                                                | 10 березня 2020           | Не обов'язково                 | 10 січня 2020                                                                              | 3 листопада 2020                                                                                      | 3 листопада 2020                  | 20:00                 |
| Монтана                     | 9 березня 2020                                                 | 8 квітня 2020                                                                 | 2 червня 2020             | N/A                            | 1 червня 2020                                                                              | 9 вересня 2020                                                                                        | 3 листопада 2020                  | 22:00                 |
| Небраска                    | 2 березня 2020                                                 | 1 травня 2020                                                                 | 12 травня 2020            | N/A                            | 3 серпня 2020                                                                              | 23 жовтня 2020                                                                                        | 3 листопада 2020                  | 21:00                 |

1. ↑  Panetta, Ruobing Su, Grace (11 березня 2020). All of the important primary, convention, and debate dates you need to know for the 2020 presidential election. Business Insider.
2. ↑  Flom, Peter (16 грудня 2019). Senate races 2020 — December outlook. Medium.
3. ↑  U.S. Senate Seats up for Re-Election in 2020 - Worldpress.org. worldpress.org.
4. ↑  Pramuk, Jacob (20 жовтня 2019). Key incumbents are losing the money battle as 2020's top Senate races heat up. CNBC.
5. ↑  Byrnes, Jesse (28 серпня 2019). GOP Sen. Johnny Isakson to resign at end of year. The Hill.
6. ↑  Meet the new senators. USA Today.
7. ↑  Kane, Paul (9 листопада 2016). Republicans hold on to Senate majority with upset victories. The Washington Post.
8. ↑  Election Results Give Split Decision: Democrats Win House & GOP Keeps Senate Majority. NPR.
9. ↑  Dickinson, Tim (22 листопада 2019). The Battle for the Senate. Rolling Stone.
10. ↑  Stevens, Matt (10 листопада 2020). Senators see tide turning toward Biden after big win. The New York Times. Updated December 2, 2020{{cite web}}:  Обслуговування CS1: Сторінки зі значенням параметра postscript, що збігається зі стандартним значенням в обраному режимі (посилання)
11. ↑  Rogers, Alex; Raju, Manu (4 листопада 2020). Frustrated Democrats eye two more years in minority after falling short in key Senate races. CNN. Архів оригіналу за 6 січня 2021. Процитовано 20 грудня 2020.
12. ↑  Foran, Clare (20 грудня 2020). Mark Kelly defeats Arizona GOP Sen. Martha McSally in key pickup for Democrats. CNN. Архів оригіналу за 12 грудня 2020. Процитовано 13 листопада 2020.
13. ↑  Grisales, Claudia (7 листопада 2020). Senate Control Likely Decided By Fate Of 2 Georgia Runoff Races. NPR. Архів оригіналу за 7 листопада 2020. Процитовано 20 грудня 2020.
14. 1 2 3  Daily Kos Elections 2020 primary calendar. Daily Kos Elections. Процитовано 22 серпня 2019.
15. 1 2  United States Senate elections, 2020. Ballotpedia. Процитовано 17 травня 2020.
16. ↑  2018 Poll Closing Times for Statewide office and Congress General Election Chronologically. The Green Papers. Процитовано 14 листопада 2017.
17. 1 2  Alabama Code Title 17. Elections § 17-6-28. FindLaw. 28 червня 2017. Процитовано 1 вересня 2020.
18. ↑  Write-In Candidates. Alaska Division of Elections. 26 травня 2010. Архів оригіналу за 19 жовтня 2020. Процитовано 1 вересня 2020.
19. ↑  FILING FOR OFFICE (PDF). Alaska Secretary of State. Процитовано 6 червня 2020.
20. 1 2  Running for Federal Office. Arizona Secretary of State. Архів оригіналу за 31 грудня 2020. Процитовано 25 травня 2020.
21. 1 2  RUNNING FOR PUBLIC OFFICE (PDF). Arkansas Secretary of State. 5 вересня 2019. Архів оригіналу (PDF) за 9 вересня 2020. Процитовано 2 вересня 2020.
22. 1 2  Ballot access requirements for political candidates in Colorado. Ballotpedia. Процитовано 6 червня 2020.
23. ↑  Ballot access requirements for political candidates in Delaware. Ballotpedia. Процитовано 2 вересня 2020.
24. ↑  TITLE 15. Government of Delaware. Процитовано 6 червня 2020.
25. 1 2  O.C.G.A. 21-2-133 (2010). Justia US Law. Процитовано 12 вересня 2020.
26. 1 2  Ballot access requirements for political candidates in Georgia. Ballotpedia. Процитовано 6 червня 2020.
27. 1 2  Ballot access requirements for political candidates in Idaho. Ballotpedia. Процитовано 6 червня 2020.
28. 1 2  WRITE-IN CANDIDATES (PDF). Illinois Secretary of State. 28 травня 2020. Архів оригіналу (PDF) за 31 грудня 2020. Процитовано 6 червня 2020.
29. 1 2  Candidate FAQ. Iowa Secretary of State. 29 листопада 2011. Процитовано 2 вересня 2020.
30. ↑  25-213. Kansas Office of Revisor of Statutes. Процитовано 2 вересня 2020.
31. ↑  Chapter IV. Candidates (PDF). Kansas Secretary of State. 17 липня 2019. Процитовано 12 вересня 2020.
32. ↑  Chapter 16: Voter Registration. eBenchBook. Архів оригіналу за 9 жовтня 2020. Процитовано 12 вересня 2020.
33. ↑  Ballot access requirements for political candidates in Kentucky. Ballotpedia. Процитовано 6 червня 2020.
34. ↑  VOTING ON ELECTION DAY. Louisiana Secretary of State. 3 жовтня 2017. Процитовано 11 вересня 2020.
35. ↑  Kiger, Patrick (7 грудня 2017). Senate Write-in Candidates Rarely Win, But It Has Happened. How Stuff Works. Процитовано 12 вересня 2020.
36. 1 2  2020 Candidate's Guide to Ballot Access (PDF). Maine Secretary of State. 1 грудня 2019. Процитовано 6 червня 2020.
37. 1 2  How to Run for Office as a Write-in Candidate. Massachusetts Secretary of State. Процитовано 26 серпня 2020.
38. 1 2  Filing Requirements: Office of U.S. Senator (PDF). Michigan Secretary of State. Процитовано 16 серпня 2020.
39. 1 2  WRITE-IN CANDIDATES. Minnesota Secretary of State. 7 квітня 2018. Процитовано 12 вересня 2020.
40. ↑  Universal Citation: MS Code § 23-15-365 (2019). Justia US Law. Процитовано 11 вересня 2020.
41. 1 2  Information for Write-In Candidates (PDF). Montana Secretary of State. 4 грудня 2019. Архів оригіналу (PDF) за 3 жовтня 2020. Процитовано 11 вересня 2020.
42. 1 2  Statewide Candidate Filing Guide (PDF). Nebraska Secretary of State. 31 жовтня 2019. Архів оригіналу (PDF) за 7 травня 2020. Процитовано 6 червня 2020.